# Pseudochariesthes plena
Pseudochariesthes plena är en skalbaggsart som först beskrevs av Jordan 1903.  Pseudochariesthes plena ingår i släktet Pseudochariesthes och familjen långhorningar. Inga underarter finns listade i Catalogue of Life.